# Liste der Naturdenkmale in Ronnenberg
Die Liste der Naturdenkmale in Ronnenberg nennt die Naturdenkmale in Ronnenberg in der Region Hannover in Niedersachsen. Die Aufgaben der unteren Naturschutzbehörde hatte bis Ende 2021 die Stadt Ronnenberg übernommen.

## Naturdenkmale
Im Gebiet der Stadt Ronnenberg sind 4 Naturdenkmale verzeichnet.
| Bild                          | Bezeichnung   | Ort, Lage                                              | Beschreibung | Schutzzweck | Nummer   |
| ----------------------------- | ------------- | ------------------------------------------------------ | --- | ----------- | -------- |
| mehr Fotos \| Fotos hochladen | Stieleiche    | Vörie Dorfstraße (52° 16′ 57,3″ N, 9° 38′ 51,6″ O)     | Die „Tausendjährige Eiche“ Im September 2014 nach Blitzschlag in Brand geraten und in Folge deutlich gestutzt                         |             | ND-H 004 |
| mehr Fotos \| Fotos hochladen | Steineiche    | Weetzen Huhestraße 4 (52° 17′ 38,7″ N, 9° 38′ 25,4″ O) | Trotz ihres Namens ist die "Steineiche" eine, jahrzehntelang durch Mauern und Straßenpflaster bedrängte, Stieleiche.                  |             | ND-H 037 |
| mehr Fotos \| Fotos hochladen | Kapelleneiche | Weetzen (52° 17′ 32,5″ N, 9° 38′ 25,8″ O)              | |             | ND-H 129 |
| mehr Fotos \| Fotos hochladen | Eschteich     | Empelde (52° 21′ 6,5″ N, 9° 38′ 48″ O)                 | wassergefüllter Erdfall, Biotop Die Bundesstraße 65 (vor der im Hintergrund sichtbaren Kalihalde Empelde) ergänzt die Geräuschkulisse |             | ND-H 130 |

## Ehemalige Naturdenkmale
Seit dem Jahr 2001 wurde der Schutz für ein Naturdenkmal in Ronnenberg aufgehoben.
| Bild            | Bezeichnung                | Ort, Lage                                          | Beschreibung | Schutzzweck | Nummer   |
| --------------- | -------------------------- | -------------------------------------------------- | --- | ----------- | -------- |
| Fotos hochladen | Linde (Holländische Linde) | Gehrdener Straße (52° 18′ 59,4″ N, 9° 38′ 18,2″ O) | stattlicher ortsbildprägender Baum mit artgerechtem Wuchs. War abgängig, aus Gründen der Verkehrssicherungspflicht gefällt. |             | ND-H 015 |